# O' primmo ammore
O' primmo ammore è un singolo del rapper italiano Luchè, pubblicato l'8 giugno 2016 come secondo estratto dal terzo album in studio Malammore.

## Descrizione
Terza traccia dell'album, si tratta di un brano gangsta rap rappato in napoletano, dove Luchè paragona la vita di strada ad un primo amore che, nonostante gli provochi attrazione, lo abbia ferito poiché è un amore pericoloso.
Il brano è stato in seguito incluso nella colonna sonora della serie televisiva Gomorra - La serie.

## Video musicale
Il videoclip, diretto da Johnny Dama, è stato caricato sul canale YouTube del rapper l'8 giugno 2016, e vede il rapper esibirsi seduto di fronte ad una donna affascinante, in un video che ricorda molto quello di Gangsta's Paradise del rapper statunitense Coolio, che alla fine lo minaccia con una pistola.

## Tracce
1. O' primmo ammore – 3:34